# Gemma Acheampong
Gemma Acheampong (* 13. Februar 1993 in Waterbury) ist eine ghanaische Sprinterin, die sich auf den 100-Meter-Lauf spezialisierte.

## Sportliche Laufbahn
Erste internationale Erfahrungen sammelte Gemma Acheampong bei den Commonwealth Games 2014 in Glasgow, bei denen sie im 200-Meter-Lauf mit 24,90 s im Vorlauf ausschied und mit der ghanaischen 4-mal-100-Meter-Staffel in der ersten Runde disqualifiziert wurde. Daraufhin gewann sie bei den Afrikameisterschaften in Marrakesch in 44,06 s die Bronzemedaille mit der Staffel hinter Nigeria und der Elfenbeinküste und belegte über 100 Meter in 11,74 s den sechsten Platz. Im Einzelbewerb wurde sie im Halbfinale disqualifiziert. 2015 gewann sie bei den Afrikaspielen in Brazzaville in 43,72 s die Silbermedaille hinter den Nigerianerinnen und wurde in schied im 100-Meter-Lauf mit 11,81 s im Halbfinale aus. Im Jahr darauf gewann sie bei den Afrikameisterschaften in Durban in 44,05 s die Silbermedaille mit der Staffel hinter der Mannschaft aus Südafrika und wurde in 11,49 s Sechste über 100 Meter. Zudem nahm sie mit der Staffel auch an den Olympischen Spielen in Rio de Janeiro teil, bei denen sie sich in 43,37 s aber nicht für das Finale qualifizierten konnten, wie auch bei den Weltmeisterschaften in London im Jahr darauf, bei denen 43,68 s nicht für den Finaleinzug reichten. 2018 nahm sie erneut an den Commonwealth Games im australischen Gold Coast teil, bei denen sie mit 11,79 s im Halbfinale ausschied. Zudem erreichte sie mit der ghanaischen 4-mal-100-Meter-Staffel in 43,64 s den fünften Rang.
2019 nahm sie erneut an den Afrikaspielen in Rabat teil und schied dort über 100 Meter mit 11,93 s im Halbfinale aus. Zudem belegte sie mit der ghanaischen 4-mal-100-Meter-Staffel in 47,24 s den achten Platz. Zuvor belegte sie bei den World Relays in Yokohama in 44,77 s den siebten Platz. Mit der Staffel startete sie anschließend bei den Weltmeisterschaften in Doha, schied dort aber mit 43,62 s im Vorlauf aus. Bei den World Athletics Relays 2021 im polnischen Chorzów verpasste sie mit 44,85 s den Finaleinzug.

## Persönliche Bestzeiten
- 100 Meter: 11,43 s (+0,2 m/s), 8. Juli 2016 in Cape Coast
  - 60 Meter (Halle): 7,18 s, 22. Februar 2015 in Annapolis (ghanaischer Rekord)
- 200 Meter: 23,59 s (−0,8 m/s), 18. März 2017 in Coral Gables
  - 200 Meter (Halle): 24,05 s, 1. Februar 2020 in Boston